# Sogyal Rimpoché
Sogyal Rimpoché (Kham, 1947-Bangkok, 28 de agosto de 2019) fue un escritor y maestro de origen tibetano. Fue conocido por ser el autor de El libro tibetano de la vida y la muerte.

## Biografía
Nacido en Kham en el este del Tíbet, Sogyal Rimpoché fue reconocido como el renacimiento de Lerab Lingpa Tertön Sogyal, maestro del decimotercer Dalái lama, por Jamyang Khyentse Chökyi Lodrö, uno de los maestros espirituales del siglo xx. Jamyang Khyentse supervisó el entrenamiento de Rimpoché y le educó como a su propio hijo.
En 1971 Rimpoché fue a Inglaterra donde recibió una educación occidental, estudiando religión comparada en la Universidad de Cambridge. Continuó estudiando con muchos otros grandes maestros de todas las escuelas del budismo tibetano, especialmente con Kyabjé Dudjom Rimpoché y con Kyabjé Dilgo Khyentse Rimpoché.
Primero como traductor y asistente de sus venerados maestros y después enseñando por su cuenta, Rimpoché viajó a muchos países, observando la realidad de las vidas de la gente y buscando cómo traducir las enseñanzas del budismo tibetano para hacerlas relevantes a los hombres y mujeres modernos de todas las fes y extrayendo el mensaje universal que hay en ellas sin perder nada de su autenticidad, pureza o poder.
Así se forjó su estilo único de enseñar y su habilidad para adaptar las enseñanzas a la vida moderna, demostrada vívidamente en su innovador libro El libro tibetano de la vida y la muerte que se ha impreso en 34 idiomas y está disponible en ochenta países. No se debe confundir este libro con el clásico Libro tibetano de los muertos [Bardo thodol] del siglo viii.
Rimpoché fundó Rigpa, una red internacional de centros y grupos que ofrecen las enseñanzas de Buda a través de cursos y seminarios de meditación y compasión, además de un completo camino de estudio y práctica que sigue cada fase de las enseñanzas de Buda.
Rimpoché enseñó durante más de cuarenta años en Europa, América, Australia, y Asia, dirigiéndose a numerosas personas en sus retiros y en sus giras en las que impartía enseñanzas. 
El 11 de agosto de 2017, tras acusaciones de abuso físico, emocional y sexual por parte de miembros actuales y anteriores de Rigpa, Sogyal Rinpoche "decidió, con efecto inmediato, retirarse como director espiritual de todas las organizaciones que llevan el nombre de Rigpa en diferentes países por todo el mundo".
Desde entonces y hasta su fallecimiento a los 72 años, de una embolia pulmonar el 28 de agosto de 2019 en Tailandia, donde estaba siendo tratado por cáncer colorrectal, ya no dio ninguna enseñanza pública.

## Juicio a la organización Rigpa y a Sogyal Rinpoche
El 1 de abril de 2018, el Comité Internacional de Etica Budista (CIEB) y el Tribunal Budista de Derechos Humanos (TBDH), concluido el juicio a la “Secta RIGPA y Sogyal Rinpoche”, declararon responsables por los graves delitos de torturas, esclavitud, fraude y crimen organizado, violación a los derechos de la mujer y violación al derecho budista. Declarando a Sogyal Rinpoche un falso maestro budista.